# Рубенштейн, Этуса
Эту́са Рубенште́йн (англ. Atoosa Rubenstein), в девичестве — Бенега́р (англ. Behnegar; 13 января 1972, Тегеран, Иран) — американская журналистка.

## Биография
Этуса Бенегар родилась 13 января 1972 года в Тегеране (Иран) в семье полковника иранских военно-воздушных сил Мансура Бенегара. В 1975 году она вместе со своей семьёй переехала в Куинс (штат Нью-Йорк, США).
В 1993 году Этуса стала модным ассистентом в «Cosmopolitan», а спустя пять лет стала старшим модным редактором. Президент «Hearst Magazines» Кэти Блэк поручила ей придумать новую концепцию для журнала.
С 29 августа 1998 года Этуса замужем за бизнесменом Эри Рубенштейном. У супругов есть дочь — Анджелика МакКуин Рубенштейн (род.15.08.2008).